# Domenico Cernecca
Domenico Cernecca (Valle d'Istria, 6 marzo 1914 – Pola, 14 febbraio 1989) è stato un linguista italiano naturalizzato jugoslavo.

## Biografia

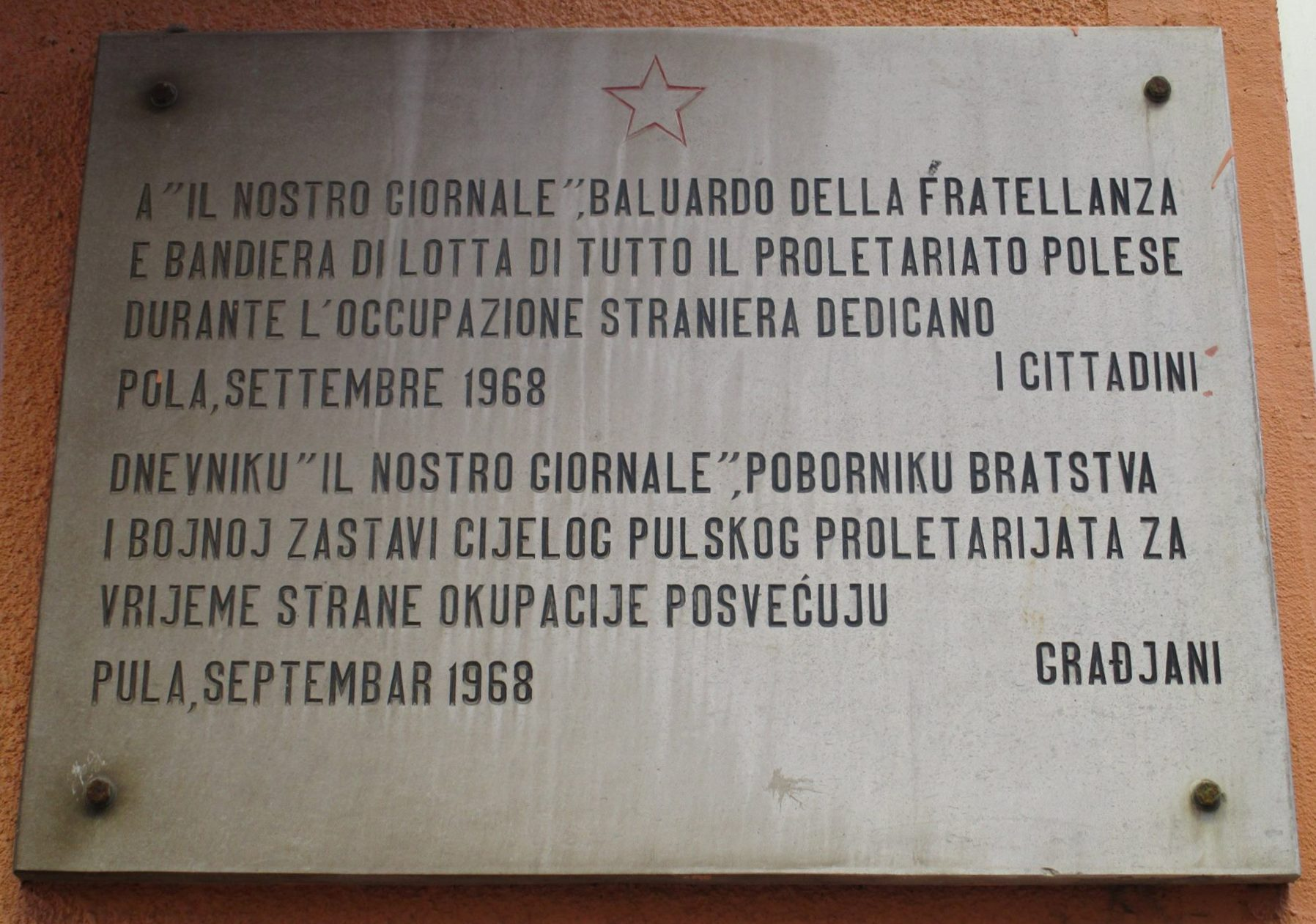
Targa commemorativa de «Il Nostro Giornale», affissa dal Comune di Pola nel 1968

Nacque nella cittadina istriana di Valle ai tempi dell'Impero austro-ungarico. Passata nel dopoguerra l'Istria all'Italia, intraprese gli studi universitari prima a Padova e quindi a Firenze, ove si laureò in lingua e letteratura italiana. Ottenuta l'abilitazione all'insegnamento tornò in Istria, dove insegnò in varie scuole di Pola, tra cui l'istituto tecnico e il tecnico commerciale, fino al Ginnasio-liceo dell'allora capoluogo della provincia istriana, il "Giosué Carducci".
Scoppiata la guerra venne richiamato nel Regio Esercito. Alla capitolazione dell'Italia, 8 settembre 1943 (Armistizio di Cassibile), Cernecca si unì alle formazioni partigiane jugoslave che ormai operavano largamente anche in Istria. La condivisione delle idee socialiste significò per lui - al pari di vari italiani delle terre giuliane di fede comunista - anche accettazione del programma jugoslavo, incluso quindi il disegno annessionistico sulla Venezia Giulia. Fu fondatore e redattore del foglio partigiano La Nostra Lotta. Secondo alcune fonti Cernecca fu anche tra i partecipanti alla fondazione, nel luglio del 1944, dell'Unione degli Italiani dell'Istria e di Fiume (UIIF), ossia l'organismo che avrebbe rappresentato la comunità italiana di quelle terre entro la nuova Jugoslavia.
A guerra finita, nel maggio 1945 Cernecca tornò a Pola, dopo l'occupazione jugoslava della città. Si impegnò nell'attività giornalistica, fondò e diresse Il Nostro Giornale che divenne la principale testata dell'Unione Antifascista Italo-Slava (UAIS), cioè il fronte perorante l'annessione dell'Istria alla Jugoslavia. Fu tra coloro - dello schieramento filojugoslavo - che rimasero in città dopo l'arrivo degli alleati nel capoluogo istriano, in seguito agli accordi di Belgrado del 9 giugno 1945 tra Tito e il generale Alexander che stabiliva le zone di occupazione dei rispettivi eserciti nella Venezia Giulia.
I mesi successivi furono quelli segnati dall'attesa delle decisioni di Parigi, che a Pola equivalsero ad una vera e propria crisi interna: la città era infatti l'unico punto dell'Istria dove la popolazione italiana (nettamente maggioritaria in città) potesse esprimersi liberamente, data l'occupazione alleata. A perorare le posizioni per il mantenimento della città e in generale dell'Istria (almeno nella parte occidentale) all'Italia era soprattutto il CLN locale e il suo organo L'Arena di Pola, diretto dal prof. Guido Miglia. Nel clima di feroci contrapposizioni tra italiani filoitaliani e italiani filojugoslavi, dove le contumelie si sprecavano da ambo le parti, gli italiani filojugoslavi venivano chiamati "barbari culturali e infoibatori" (vedi Quaderni vol.XVIII CRS Rovigno pag.177), mentre quelli della controparte filoitaliana venivano definiti come "banditi fascisti, teppaglia e social farabutti” da Il Nostro Giornale diretto dal prof. Domenico Cernecca.
Nel 1946 su L'Arena di Pola iniziò la propaganda in favore dell'esodo in un clima di angoscia tra molti polesani.
Successivamente Guido Miglia cambiò opinione sull'esodo..
Dopo la firma del trattato di pace e l'assegnazione di buona parte dell'Istria alla Jugoslavia, Cernecca riprese la sua attività di docente e preside del Ginnasio italiano reintitolato a "Leonardo Da Vinci", in una Pola però ormai quasi spopolata dall'esodo. Negli stessi anni, su designazione del partito comunista jugoslavo fu eletto al Comitato Popolare cittadino (come allora si chiamava il consiglio comunale) di Pola. Inquadrato nell'ambito dell'UIIF, fu tra i fondatori dell'allora "Circolo Italiano di Cultura" di Valle, sua città natale.
Nel marzo 1954, lasciò il Ginnasio "Leonardo Da Vinci" e si trasferì a Zagabria, lavorando al dipartimento di Italianistica della locale università dove percorse tutti i gradi della carriera universitaria, raggiungendo la qualifica di professore ordinario di linguistica italiana. Nel 1959 conseguì il dottorato in scienze filologiche grazie allo studio della figura di Pietro Stancovich. Si dedicò particolarmente all’insegnamento della Grammatica normativa e alla Stilistica della lingua italiana.
Nel 1975 viene insignito dell'Ordine di Cavaliere della Repubblica Italiana per l'attività didattica e letteraria in Jugoslavia. Partecipò a numerosi congressi sia in Italia sia all'estero.
La via principale di Valle, sua città natale, è intitolata a suo nome come pure una a Pola.
Nei primi anni ottanta tornò a Pola, insegnando in quella che nel frattempo era diventata l'Accademia pedagogica (oggi parte della locale università "Juraj Dobrila") dove divenne capo cattedra di lingua e docente di Morfosintassi. Nel 1980 si ritirò dalla vita accademica a causa di una malattia che l'avrebbe portato alla morte, nel 1989.

## Pubblicazioni
Data la sua formazione, gli scritti di Cernecca - pubblicati quasi tutti in Jugoslavia - si concentrano ovviamente sul tema della lingua italiana. Oltre ai lavori scientifici relativi alla grammatica stilistica di Dante, Petrarca, Machiavelli, Manzoni, fu autore di varie traduzioni. Un certo segno in Croazia hanno lasciato sue opere come “Talijanski za odrasle” («L'italiano per adulti»), con 9 edizioni[8] e “L’italiano marinaresco”. In collaborazione con il prof. Josip Jernej scrisse due manuali secondo il metodo audiovisivo (Edition Didier, Parigi) come pure  “L’italiano commerciale”.
Si è particolarmente dedicato ad uno dei dialetti della lingua istriota (parlata nella sua zona d'origine) componendo il Dizionario del dialetto di Valle d'Istria (1986).
Pubblicò più di 100 lavori scientifici professionali, recensioni, traduzioni e articoli.

## Opere principali
- Talijanski za odrasle, Zagreb, Školska knjiga, 1957
- Pietro Stancovich – arcade istriano, SRAZ, FF, Zagreb, 1959,  8, pp. 41–55
- Sulla lingua di Italo Svevo – elemento dialettale e complesso linguistico, SRAZ, FF, Zagabria, 1960, 9-10, pp. 53–74
- Le due redazioni di Senilità di Italo Svevo, SRAZ, FF, Zagreb, 1961, 11, pp. 29–66
- Un tipo di costruzione assoluta dell'italiano moderno, SRAZ, FF, Zagreb, 1962, 13-14, pp. 85–108
- L'inversione del soggetto nella frase della Promessi Sposi in Studia Romanica et Anglica Zagrabiensia (SRAZ), vol. 17, Zagreb, 1963
- Struttura della frase e inversione del soggetto nella prosa della "Vita nuova", SRAZ, vol. 19-20, Zagreb, 1965
- Analisi fonematica del dialetto di Valle d'Istria, SRAZ, vol. 34, Zagreb, 1967
- L'italiano marinaresco / Talijanski za pomorce, Zagreb, Školska knjiga, 1968
- Prosa, poesia e inversione del soggetto nella frase del Convivio, SRAZ, vol. 25-26, Zagreb, 1968
- L'elemento melodico nell'apprendimento delle lingue, Metodologia nell’insegnamento delle lingue, in: Atti del III Congresso per lo studio delle lingue, Milano, 1968, pp. 113,118
- Il costrutto predicativo nella prosa del "Principe" in Studi di grammatica italiana (a cura dell'Accademia della Crusca), Firenze, Sansoni (s. d.)
- L'espressione della modalità nell'italiano moderno, Forum Italicum,  V, New York, 1971, n.3, pp. 416–433
- Guida al corso di italiano per stranieri. Anno accademico 1972, Bologna, Cooperativa libraria universitaria, 1972
- Elemento dialettale e complesso linguistico in Italo Svevo,  in: Atti III Joyce Symposium, Trieste, 1972, Dialectal element and linguistic complex in Italo Svevo (translated by Renata Treitel), in Modern Fiction studies, Purdue University, Lafayette, Indiana, USA, 1972, vol.18, n.1, pp. 81–89.
- Dizionario del dialetto di Valle d'Istria, Rovigno, Centro di Ricerche storiche – Unione degli Italiani dell'Istria e di Fiume – Università popolare di Trieste, 1986